# Mesopolobus mesolatus
Mesopolobus mesolatus is een vliesvleugelig insect uit de familie Pteromalidae. De wetenschappelijke naam is voor het eerst geldig gepubliceerd in 2005 door Sun, Xiao & Xu.